# 莫烏斯托瓦河
53°59′11″N 15°17′39″E / 53.98639°N 15.29417°E

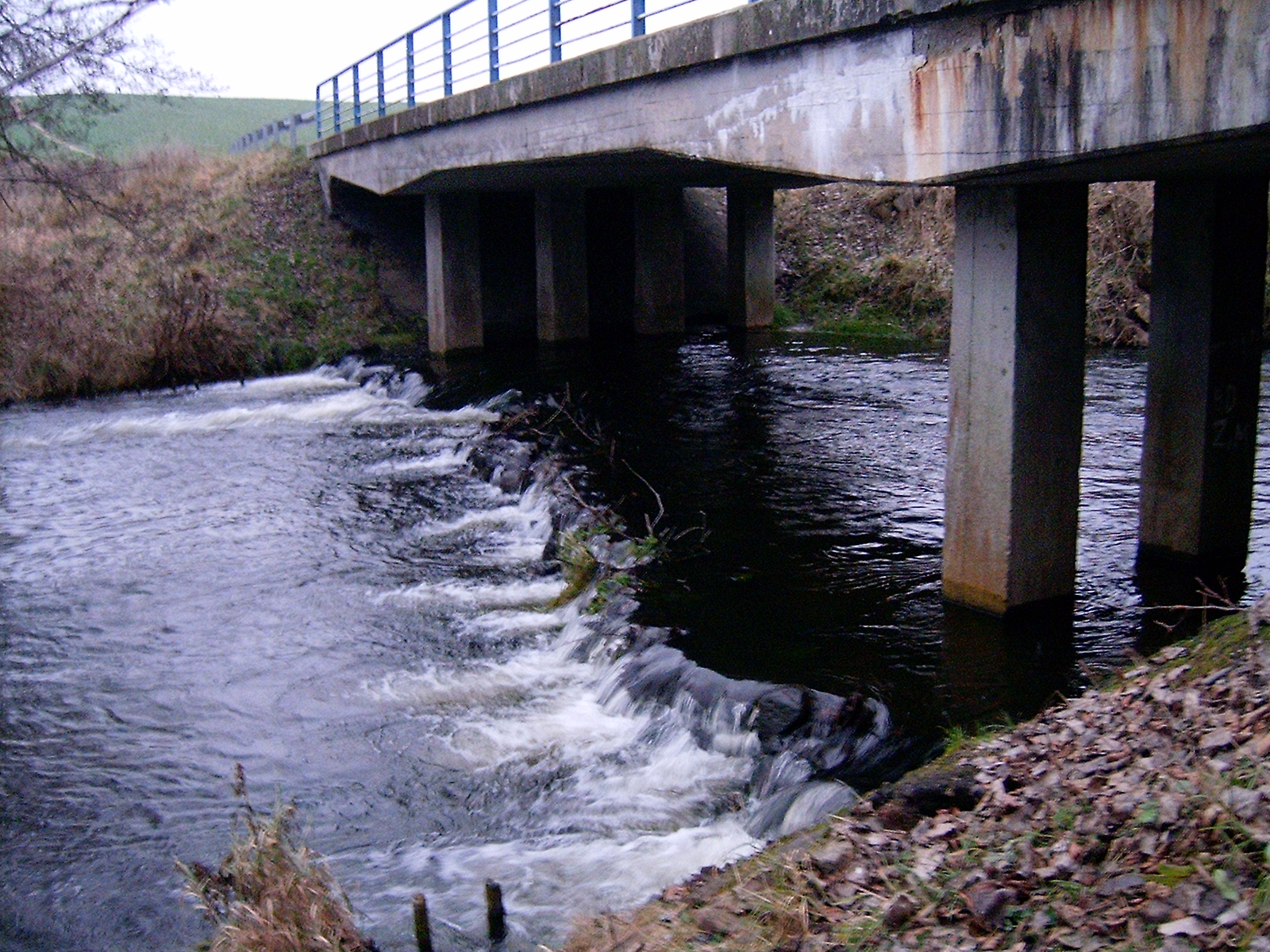

莫烏斯托瓦河是波蘭的河流，位於該國西北部，處於西波美拉尼亞省，屬於雷加河的右支流，河道全長57公里，流域面積377平方公里。